# Duello al Rio d'argento
Duello al Rio d'argento (The Duel at Silver Creek) è un film del 1952 diretto da Don Siegel.

## Trama
Una banda di fuorilegge, ricercati da tempo, minaccia di morte i proprietari di miniere d'oro, costringendoli a venderle per un dollaro. Un giorno i malviventi giungono alla miniera di Luke Cromwell e ne uccidono il padre ma Luke, a sua volta, spara a uno dei delinquenti mentre scappa e lo uccide. Quando ne perquisisce il corpo, Luke trova un medaglione con un'aquila. Alcune settimane dopo, la banda commette altri crimini nella città mineraria di Silver Creek. Lo sceriffo Tyrone, detto "Lampo", quindi, raduna un gruppo di uomini per inseguire i malviventi con cui ha uno scontro a fuoco in seguito al quale rimane ferito ad un braccio. Mentre è ricoverato in un ospedale militare, lo sceriffo si rende conto che non può più piegare il dito indice e premere il grilletto. Viene poi ricoverato un uomo gravemente ferito che, però, è strangolato da una donna di nome Opal Lacy travestita da infermiera e che fa parte della banda dei fuorilegge. Tyrone, ignaro di quanto fatto da Opal, rimane colpito dalla sua bellezza. Poco dopo, all'amico di Tyrone, Dan Musick,  qualcuno spara alla schiena. Lo sceriffo sospetta subito di un poco di buono di nome Johnny Sombrero e del suo compare "Rat Face" Blake ma Johnny afferma che al momento del delitto lavorava per il fratello di Opal, Rod Lacy che, in effetti, è il misterioso leader della banda. Rod, infatti, testimonia a favore di Johnny mentre Opal dirige i sospetti di Tyrone verso Luke, che ora si è fatto un nome come pistolero e giocatore di poker e si fa chiamare The Silver Kid. Nel frattempo, Jane, una ragazza innamorata di Tyrone, è amareggiata dall'interesse di questi per Opal. Tyrone, quindi, incontra Luke e rimane talmente impressionato dalla sua abilià a sparare che lo nomina vice sceriffo, decisione che si rivela provvidenziale già quella sera stessa, quando Luke salva Tyrone da Blake, inviato da Opal per ucciderlo. Ferito, Blake viene arrestato e portato in una grotta segreta, per evitare che venga trovato dagli uomini della banda. Luke trova, indosso all'uomo, un altro medaglione con l'aquila. La sera successiva, Johnny incita alcuni uomini ad attaccare la prigione, simulando un linciaggio, per liberare Blake ma scopre che questi non è nella cella. Opal cerca, quindi, di convincere Tyrone a rivelarle il nascondiglio di Rat Face raccontandogli che la banda ha fatto irruzione in casa sua e ha rapito suo fratello per scambiarlo con il malvivente. Luke diffida di Opal e ne parla con lo sceriffo causando la sua ira che lo licenzia dopo avergli rivelato il suo problema alla mano. Opal ascolta quanto gli uomini si dicono e lo riferisce a Johnny che sfida Tyrone a duello. Lo sceriffo ritiene, allora, che sia stato Luke a informare Johnny del suo infortunio ma è proprio Luke a salvare, ancora una volta, Tyrone sparando a Johnny, il quale, poco prima di morire, confessa che fu Opal a sparare a Dan e a rivelargli dell'impossibilità di Tyrone ad usare la pistola. Tyrone si precipita a casa di Opal e apprende che Jane sta portando Blake al covo della banda per scambiarlo con Rod. Guidati da Opal, pentitasi, Tyrone e Luke, giungono sul posto, presso il Rio d'Agento, dove dovranno regolare i conti con Rod e la sua banda.

## Critica
(Leo Pestelli)